# Православна црква
Православна црква (грч. Ὀρθόδοξος ἐκκλησία, црсл. Православьна црькꙑ) друга је најбројнија хришћанска црква у свету са око 300 милиона верника. Територијално је организована на епархијском, помесном и васељенском плану. Заједница је неколико помесних цркава које уједињују више епархија једне шире области и које се налазе у међусобном литургијском, догматском и канонском јединству. Данашњи помесни поредак је следбеник ранохришћанског црквеног поретка (пентархије).
Сматра се „Једном, Светом, Саборном и Апостолском Црквом” чија је глава Исус Христос.
Основ црквене организације јесте литургија кроз коју се изражава међусобно јединство свих помесних цркава (аутокефалних и аутономних). Црквено уређење почиње од епархије као литургијске заједнице једног места преко помесних сабора епископа до васељенских сабора. Црква се управља на основу Светог писма и Светог предања, правила васељенских сабора и од њих признатих правила светих апостола, помесних сабора и светих отаца и устава помесних цркава.
Православна црква, у целини, није правно лице као што је Католичка црква нити на васељенском плану постоје црквеноправни субјекти као што су Света столица и Римска курија на челу са једним врховним поглаваром (папом).
Православна црква нема један црквени устав, архијерејски сабор, свети синод, црквени суд нити предстојатеља већ све такве црквене власти постоје на помесном плану. Међу помесним црквама на прва четири места налазе се древне патријаршије (Цариградска, Александријска, Антиохијска и Јерусалимска), а најбројнија црква је Руска православна црква.
Уређење Православне цркве на епархијском, помесном и васељенском плану је јерархијско (свештеноначелничко). Основна литургијска заједница је епархија на челу са епископом. Црквено јединство се даље потврђује на помесном (обласном) плану где се уједињује неколико месних цркава (епархија) у помесни сабор епископа односно у помесну цркву. Своје међусобно јединство помесне цркве даље сведоче кроз васељенске саборе, а последњи такав је био Седми васељенски сабор (787).

## Помесне цркве
Православна црква на васељенском плану је литургијска заједница која уједињује помесне цркве широм света. Помесне цркве могу бити аутокефалне и аутономне, а међусобно се налазе у литургијском, догматском и канонском јединству. Територијална организација помесних цркава нужно не прати државне или административне границе нити су помесне цркве ексклузивне „националне цркве”.
Аутокефалност је независност помесне цркве у њеном унутрашњем животу док је аутономија тек самосталност помесне цркве која јој се признаје у оквиру аутокефалне (киријархалне) цркве. Данас постоји укупно 14 општепризнатих аутокефалних цркава и неколико аутономних цркава.
| Диптих Цариградске патријаршије | Диптих Московске патријаршије |
| --- | --- |
| 1. Цариградска 2. Александријска 3. Антиохијска 4. Јерусалимска 5. Руска 6. Српска 7. Румунска 8. Бугарска 9. Грузијска 10. Кипарска 11. Грчка 12. Пољска 13. Албанска 14. Чешких земаља и Словачке 15. Украјине 16. Македонска | 1. Цариградска 2. Александријска 3. Антиохијска 4. Јерусалимска 5. Руска 6. Грузијска 7. Српска 8. Румунска 9. Бугарска 10. Кипарска 11. Грчка 12. Албанска 13. Пољска 14. Чешких земаља и Словачке 15. Америчка 16. Македонска |

### Аутокефалне цркве

#### Цариградска патријаршија
Византион је у почетку био епископија потчињена престолу Хераклеје, у Тракији. Оснивач и први епископ био је Свети апостол Андрија Првозвани. Када је Визант благодарећи цару Константину (306—331), постао престоница царства, и други Рим, стекао је велику црквену и политичку важност.
Јурисдикцију цариградског патријарха одредили су васељенски сабори: Цариградски (381), Трећим каноном, даје му првенство части, после Рима; Халкидонски (451), Двадесет осмим каноном, додаје му епархије Тракије, Мале Азије и Понта.
У 11. веку под његовом јурисдикцијом налазе се не само Грци Византијског царства него и хришћани Северне Африке, Јужне Италије и Сицилије, Мале Азије, Балканског полуострва, Русије и Румунских земаља. У то време, Васељенска патријаршија имала је 600 епископских тронова. Латински крсташи освајају Цариград 1204; после тога патријарх премешта своје седиште у Никеју, где је остао у изгнанству све до 1272. године. Затим Цариград пада под Турке 1453. године. Тај догађај је утицао да се знатно сведе црквена важност Цариградске патријаршије.
Формирањем помесних аутокефалних цркви, на крају 19. века, њена се јурисдикција сужава. Године 1928. четрдесет и девет епископија било је предато Православној цркви Грчке. Под садашњу њену јурисдикцију улазе Грци верници у Истанбулу, епархије у Турској, неколико додеканијских епархија, као и Света гора.
На трону Цариградске патријаршије налази се Његова свесветост архиепископ цариградски, новоримски и васељенски патријарх Вартоломеј I.

#### Александријска патријаршија
То је најстарији патријарашки престо; помиње га већ Први васељенски сабор. Патријарх, који себе сматра наследником Марка Јеванђелисте и носи титулу „папа и патријарх Александрије и Африке“, у почетку по части заузимаше друго место, после епископа Рима.
Услед монофизитског спора (457), Александријска црква поцепала се на две групе: једну која је прихватила христолошко халкидонско учење (451) и власт византијског цара („мелкити“), и другу која је одбацила Халкидон и оформила се као Коптска оријентално-православна црква („монофизити“). Александријски патријарх потиче од „мелкита“ из Египта.
Првобитно је Александријска црква употребљавала коптски или александријски обред, а између 11. и 13. века прешла је на византијски обред пошто су и верници и јерархија грчког порекла. Садашња јурисдикција Александријске патријаршије пружа се на Египат, Судан, Тунис, Конго, Кенију, Камерун и Јужну Африку, земље за које су хиротонисали афричке епископе и свештенике. Патријаршија има седиште у Александрији (Египат).
На трону Александријске патријаршије налази се Његово божанско блаженство папа и патријарх великог града Александрије, Либије, Пентаполиса, Етиопије, свег Египта и све Африке, отац отаца, пастир пастира, архијереј архијереја, тринаести апостол и судија васељене Теодор II.

#### Антиохијска патријаршија
Помиње је Други канон Другог васељенског сабора (381).
У 5. веку, због монофизитске јереси, настаје и овде исти раскол као и у Александрији. Данашња Антиохијска патријаршија потиче од Сиријаца халкидонаца (или мелкита). Она је употребљавала антиохијски или сиријски обред све до 13. века, када је од Цариграда преузела византијски обред.
Године 1366, седиште патријарха сели се из Антиохије (данас град у Турској) у Дамаск у Сирији.
Од 1899, патријарх је Арапин, као и већина клера и верника. Арапски је литургијски језик.
Патријаршија, са седиштем у Дамаску, обухвата епархије у Сирији, Либану, Ираку, САД, Аустралији, Новом Зеланду, Бразилу и Аргентини.
На трону Антиохијске патријаршије налази се Његово блаженство патријарх Велике Антиохије, Сирије, Киликије, Месопотамије, и свег Истока Јован X.

#### Јерусалимска патријаршија
На Сабору у Халкидону (451) епископ Јувеналије добија сагласност да Јерусалим буде аутономна патријаршија. Заузевши пето место у поретку пентархије, имала је јурисдикцију над Палестином и Синајским полуострвом.
Услед инвазије Персијанаца и Арапа у 7. веку, а нарочито због оснивања латинских држава у 12. и 13. веку, Јерусалим је изгубио од свог црквеног значаја. Касније је ушао под утицај Цариградске патријаршије. Тек у 19. веку поново је стекао древну аутономију.
Већина верника пореклом су Арапи, насељени у Израелу и Јордану.
На трону Јерусалимска патријаршије налази се Блажењејши патријарх јерусалимски Теофил III.

#### Руска патријаршија
Обухвата православне у некадашњем Совјетском Савезу, сем оних у Грузији.
Чувају стари, јулијански календар и у богослужењу употребљавају црквенословенски језик. Године 989., кијевски кнез Владимир прихвата православно хришћанство, које постаје службена вера његове државе. Кнез Јарослав Мудри (1019—1054) прихвата јурисдикцију цариградског патријарха, који од тада именује кијевског митрополита.
Године 1240, Кијев су освојили Монголи. Московски кнез Димитрије устаје против Татара (1380), али је тек Иван III Васиљевич (1440—1505), одмах после пада Цариграда (1453), успео да ослободи земљу. Иван је сматрао Москву „трећим Римом“.
Године 1589, цариградски патријарх Јеремија даје митрополиту Јову титулу патријарха Русије. Патријаршију је укинуо Петар Велики (1721) и заменио је Светим синодом.
Патријаршија је поново васпостављена тек после 1917. избором патријарха Тихона (+1925). После извесног интеррегнума, године 1943. изабран је за патријарха митрополит Сергије, кога је наследио патријарх Алексије I (1945—1970).
Историја Руске цркве познаје велике црквене и духовне вође, као Сергеја Радоњешког (1314—1391), Димитрија Ростовског (1651—1709), Тихона Задонског (1724—1783), Серафима Саровског (1759—1833), али и велике расколничке покрете, као „раскољнике“, за време патријарха Никона (1652—1658). Руска православна црква је дала аутономију Јапанској и Кинеској православној цркви.
На трону Московске патријаршије од 2009. године налази се Његова светост патријарх московски и све Русије Кирил.

#### Српска патријаршија
Хришћанство на просторима Балкана почиње првих векова нове ере. Оснивач Српске православне цркве био је Свети Сава, син жупана Стефана Немање (око 1167—1196). Монах на Светој гори, Свети Сава се враћа у земљу 1204, а хиротонисан је за архиепископа Србије 1219. године у Никеји у Никејском царству од васељенског патријарха Манојла I.
Познате су у историји три српске патријаршије:
1. Српска патријаршија коју је прогласио цар Душан Силни 1346. године, а Османлије је укинули 1458. године;
2. Српска патријаршија између 1557. и 1776. (са седиштем у Пећи), кад је Цариградска патријаршија поново укида;
3. Патријаршија је обновљена 1920. после успостављања Краљевине Срба, Хрвата и Словенаца, са седиштем у Београду.

У периоду Другог светског рата, Српска црква и њен патријарх Гаврило (1937—1950) претрпели су највеће губитке и страдања у целој својој историји. Године 1969. од Српске патријаршије одвојила се самозвана Црква Македоније. Она није призната од помесних православних цркви. Пошто покушај превазилажења раскола 2002. године Нишким споразумом није успео, Српска патријаршија је дала аутономију Архиепископији охридској исте године и она је данас саставни део СПЦ, тако да она данас, има укупно 5 митрополија, 34 епархије и Охридску архиепископију коју чине: 1 митрополија и 6 епархија.
Од 2021, на трону Српске православне цркве налази се Његова Светост архиепископ пећки, митрополит београдско-карловачки и патријарх српски господин Порфирије.

#### Румунска патријаршија
Хришћанство се укоренило у Дакији још почетком 2. века, у периоду окупирања ове регије од Римљана, што значи једновремено са формирањем румунског народа.
Већ 325. године један готски епископ присуствује Никејском сабору. Аријански свештеник Улфила (око 310-381) преводи Свето писмо на готски језик.
У 15. веку организују се две велике митрополије, у Влашкој и Молдавији, под јурисдикцијом цариградског патријарха. Такође, постојала је и митрополија за православне Румуне у Трансилванији, затворена за време аустроугарског царства.
После сједињења румунских земаља (1859), Румунија је 1877. добила државну независност, а 1885. године Румунска црква стиче аутономију.
Године 1925, оснива се Румунска патријаршија, уздизањем букурештанског архиепископа на степен патријарха. Први патријарх био је Мирон Кристеа (1925—1939).
Литургија и проповеди врше се на румунском језику.
На трону Румунске патријаршије налази се Његова светост Патријарх румунски Данијел.

#### Бугарска патријаршија
Бугаре, огранак јужних Словена, покрстили су византијски мисионари које је послао цариградски патријарх Фотије I 865. године.
Цар Борис (853—889) примио је хришћанство у форми византијског обреда.
Бугарска патријаршија основана је 927. године, за време цара Симеона, али њу је укинуо византијски цар Василије II (Бугароубица) 1019. године.
Године 1186, захваљујући Светом Сави обнавља се Патријаршија са центром у Трнову, но њу су укинули османски Турци (1393). За време османске окупације Црква се налазила под Цариградском патријаршијом, која је покушала да укине литургију на црквенословенском језику.
Године 1879, Бугари добијају од султана Абдул Азиза право да имају независну патријаршију. То Цариград није прихватио, те 1882. Бугарску цркву проглашава „расколничком“. Та се неслога превазилази 1945. године, када Цариград даје аутокефалију Бугарској цркви, признавши за егзарха митрополита Стефана. Тек 1959. године, после 560 година, поново је васпостављена Бугарска патријаршија избором патријарха Кирила (+1971).
Бугарска патријаршија прешла је на нови календар, у богослужењу чува стари црквенословенски језик, а седиште јој је у Софији.
На трону Бугарске патријаршије све до  13. марта 2024. године налазиo се Његова светост патријарх бугарски Неофит, када је преминуо. Патријарашки трон је тренутно упражњен.

#### Грузијска патријаршија (католикосат)
Хришћанство је продрло у Грузију још у 5. веку захваљујући Светој Нини. До 1053. године, кад постаје аутокефална, Грузијска црква била је у тесној вези са Антиохијском патријаршијом.
Од 1817. па до 1917. зависила је од Московске патријаршије и није имала аутономију.
Године 1918. поново постаје независна, али Руска црква признаје јој статус аутокефалне патријаршије тек 1944. године. Седиште патријаршије је у Тбилисију.
Црква употребљава у богослужењу грузински језик.
На трону Грузијске патријаршије налази се Његова светост патријарх све Грузије Илија.

#### Кипарска архиепископија
Проглашена је за независну на Ефеском сабору (431) са разлога што су је основали Свети Павле и Апостол Варнава.
Острво је било заредом окупирано од Арапа, Византинаца, латинских крсташа (1191—1571), од османских Турака (1571—1878) и Енглеза (1878—1960). Под архиепископом Макаријем (1950—1977), који је у исто време био и председник земље („етнарх“), Црква је била ангажована у покрету уједињења са Грчком.
Архиепископија има седиште у Никозији.
На трону Кипарске архиепископије налази се Блажењејши архиепископ кипарски Хризостом.

#### Грчка архиепископија
Грчка је једина земља где је православна црква државна црква. Још у 4. веку грчке провинције биле су под јурисдикцијом Цариграда, али су оне биле и под бугарском доминацијом (X-XI век), затим османском (XV-XIX век).
Одмах после остварења националне независности Грчке (1833), Грчка црква проглашава себе аутокефалном, али Цариградска патријаршија ту аутокефалију признаје тек 1850. године. Године 1928. прима под своју јурисдикцију неке митрополије које су припадале Цариграду.
Седиште архиепископије се налази у Атини.
На трону Атинске архиепископије налази се Блажењејши архиепископ атински и све Грчке Јероним.

#### Пољска митрополија
Основана је после Првог светског рата за стару словенску популацију (православне Белорусе и Украјинце) на територији Пољске. Један део православних прихватили су унију (Брест 1596).
Године 1924. Васељенска патријаршија даје јој статус аутокефалне цркве. После Другог светског рата, 1948. године, руски патријарх Алексиј обнавља тај статус.
Црква употребљава у богослужењу црквенословенски језик.
Пољска црква има статус митрополије, чије седиште је у Варшави. На трону Варшавске митрополије налази се митрополит варшавски и целе Пољске Сава.

#### Албанска архиепископија
Као и све остале помесне цркве групе на Балканском полуострву, припадала је Византијској патријаршији до осамостаљивања Српске патријаршије, чији део постаје све до укидања њене независности. Од тада је била под Цариградском патријаршијом све до добијања аутокефалије 1991. године. Данас је једна од најактивнијих помесних цркава.
Седиште Албанске цркве је у Тирани.
На трону Тиранске архиепископије налази се Блажењејши архиепископ тирански и све Албаније Анастасије.

#### Митрополија чешких земаља и Словачке
Формирала се од разних група православних. Једна мала православна група постојала је у Прагу још 1870. године. А 1923. године васељенски патријарх именује епископа Саватија за епископа. Друга група јесте она која се одвојила од Рима и прешла у православље 1925. године, под управом Горазда Павлика, кога је хиротонисао српски патријарх.
Године 1930, једна група унијата Карпато-Руса враћа се у православље и формира епархију у Мукачеву. Друга група сачињена је од Рутена гркокатолика из прешевске епархије, који су се вратили у православље 1950. године.
Московска патријаршија доделила је аутокефалију овој цркви 1951. године. Отада православна црква са седиштем у Прагу има ранг митрополије.
На трону Прашке митрополије налази се Блажењејши митрополит чешких земаља и Словачке Растислав.

#### Митрополија све Америке и Канаде
Последњих деценија неколико цркава успело је да стекну статус аутономије или аутокефалије, после процедуре непознате у историји организације помесних цркава. „Аутокефалију“ ових цркава остале православне цркве сматрају за релативно неканонску, сем мајке цркве која им је исту доделила. Таква је Америчка православна црква. Већина православних у Америци, различитог етничког порекла и сопственог литургијског језика, обухваћена је у епархије које се налазе под јурисдикцијом дотичних помесних цркава. Епископи ових епархија формирају „Сталну конференцију канонских православних епископа у Америци“. Московски патријарх Алексеј додељује аутокефалију Руској православној саборној митрополији у Америци (митрополија), око које су се окупиле неке епархије и парохије са још непризнатим канонским статусом.
Поглавар Православне цркве у Америци је архиепископ вашингтонски и митрополит све Америке и Канаде Јона.

### Аутономне цркве

#### Финска архиепископија
Обухвата православне у Карелији. Године 1918. оформила се као од Московске патријаршије независна црква, а 1923. цариградски патријарх Мелетије IV даје јој ранг аутономне архиепископије под његовом јурисдикцијом. То је Московска патријаршија признала тек 1958. године. Црква има административни центар у Куопију, где је и седиште архиепископа Карелије и целе Финске.
Поглавар Финске православне цркве је архиепископ Карелије и целе Финске Лав (Маконен).

#### Синајска архиепископија
Синајска архиепископија обухвата православне хришћане окупљене око манастира Свете Катарине, који је основао цар Јустинијан (VI век), у подножју Мојсијеве Горе. У почетку манастир је био зависан од Јерусалимске патријаршије, али 1575. Цариградски синод признао му је аутокефалију, док су 1782. године то учиниле и четири древне источне патријаршије.
На трону Синајске архиепископије налази се Архиепископ синајски Дамјан.

#### Јапанска митрополија
Православље је засађено у Јапану 1860. године. Првобитно свештенике домороце рукополагали су руски епископи. После Другог светског рата Јапанска црква зависила је од руске аутокефалне Митрополије у Њујорку, све до 1970. године када је од московског патријарха добила аутономију.
Јапанска православна црква има статус митрополије, а њено седиште је у Токију.
На трону Токијске митрополије налази се митрополит токијски и целог Јапана Данило.

#### Кинеска православна црква
Кинеска православна црква је настала 1956. године, када је добила аутономни статус од Московске патријаршије.
Преживела је велики прогон током културне револуције шездесетих година у Кини и антирелигиозне политике њене комунистичке партије. У децембру 2004. године у Пекингу је у својој 80. години умро последњи кинески православни свештеник Александар Ду Лифу. Он није дочекао да добије решење од владе за отварање православне парохије у Пекингу, јер су власти тврдиле да за то нема довољно верника (око 300 људи).
У 21. веку православна црква у Кини доживљава свој препород. Велики број кинеских студената данас студирају на различитим богословским институтима у Русији. Према извештају свештеника Дионисија Поздњајева, који је одговоран за везе са Кином у ОВЦС Руске православне цркве, у Кини живи око 13.000 православних. Постоје и парохије без свештенства у Синкјангу и Унутрашњој Монголији, док руска православна црква у Харбину представља локалну знаменитост. Московска патријаршија жели званично признавање православне цркве, али главна препрека за то је мали број парохијана.

## Расколи
Током историје, поједине помесне православне цркве су биле погођене расколима или су биле изложене утицају различитих јереси, тако да су неке од њих пропале и данас више не постоје као организоване црквене целине.
Тако је првобитна Јерменска црква током првих векова била у потпуности православна, али је почевши од друге половине 5. века у њој почела да преовладава нова монофизитска јерес, што је потом довело до настанка посебне Јерменске монофизитске цркве. Упркос томе, део Јермена је остао привржен православљу, тако да је Јерменска православна црква на помесном сабору у Теодосиопољу (593) покушала да се реорганизује, али ти напори су пропали након арапских освајања средином 7. века.
Највећи губитак за православље представљала је потоња пропаст помесне Римске цркве, која је током првих векова хришћанске историје такође била правоверна, али је у раздобљу од 9. до 11. века у њој преовладала филиоквистичка јерес, што је потом довело до Великог раскола (1054) и настанка филиоквистичке Римокатоличке цркве. Престанком постојања древне Римске цркве нарушен је дотадашњи систем црквене пентархије, који није обновљен ни до данас.

## Православна дијаспора
Православни верници који се налазе ван граница помесних традиционалних цркава, било као плод мисије, било као последица скорашње емиграције (православна „дијаспора“), формирају више категорија:
1. епархије и парохије са канонским статусом, које непосредно зависе од матичних цркава и које су у заједници са свим православним црквама;
2. аутономне групе, од којих неке нису признате у канонској позицији;
3. изоловане групе емиграната које немају заједницу ни са једном православном аутокефалном или аутономном црквом.
4. групе римокатолика или других заједница које се организовано враћају православној цркви.

У складу је са одлукама Четврте предсаборске свеправославне конференције одржане од 6. до 12. јуна 2009. у Шамбезију код Женеве и потребе канонског организовања православне дијаспоре у складу са еклисиологијом и са канонском традицијом и праксом Православне цркве започет је процес стварања „епископских сабрања“ у одређеним подручјима света ради регулисања стања у дијаспори, то јест међу православним верницима настањеним изван традиционалних граница помесних православних цркава. Председници тих сабрања биће епископи који имају првенство међу епископима Васељенске патријаршије у датом региону, а у њиховом одсуству следећи епископи, по реду у диптисима Цркава. Чланови пак тих сабрања јесу сви епископи које све православне цркве признају као канонске, а који врше пастирску службу и имају надлежност над постојећим заједницама у сваком региону. Мисија епископских сабрања јесте да манифестују и унапређују јединство Православне цркве, да заједнички врше пастирску службу међу православним верницима региона и да заједнички сведоче православље пред светом. Одлуке епископских сабрања доносе се на основу начела консензуса Цркава које су у њима заступљене преко својих епископа.
До сада формирана сабрања православних епископа:
- Скупштина канонских православних епископа Сјеверне и Централне Америке,
- Православна епископска конференција Јужне Америке
- Скупштина православних епископа Француске,
- Православна епископска конференција Аустрије,
- Православна епископска конференција Немачке,
- Православна епископска конференција Швајцарске,
- Православна епископска конференција Италије и Малте,
- Свеправославна епископска конференција за Британска острва,
- Православна епископска конференција Белгије, Холандије и Луксембурга,
- Православна епископска конференција Скандинавије,
- Православна епископска конференција Шпаније и Португалије,
- Епископска конференција свих канонских православних епископа Океаније